# Onbederf'lijk Vers
Onbederf'lijk Vers was een poëziefestival dat van 2003 tot 2021 jaarlijks in de stad Nijmegen werd gehouden. Gedurende enkele jaren is het festival eveneens in 's-Hertogenbosch georganiseerd in samenwerking met de bibliotheek aldaar. De opzet is in beide steden hetzelfde: in diverse horeca, zalen en cafés treden bekende dichters op, samen met nog onbekend "jong talent". Onbederf'lijk Vers is het grootste gratis toegankelijke poëziefestival van Nederland. Het doel van het festival is volgens de organisatie een groot publiek te enthousiasmeren voor een brede variëteit aan Nederlandstalige poëzie en een podium bieden aan talentvolle nieuwkomers.

## Geschiedenis
Het festival werd in 2003 voor het eerst georganiseerd in Nijmegen. De eerste twee Nijmeegse edities van poëziefestival Onbederf'lijk Vers werden georganiseerd door een commissie van N.C.S.V. Diogenes. Deze commissie richtte in maart 2005 de stichting Onbederf'lijk Vers op. Op 12 oktober 2005 werd het Nijmeegse poëziefestival voor het eerst door deze zelfstandige stichting georganiseerd. Vier jaar na de eerste editie, in april 2007, werd het festival voor het eerst ook in 's-Hertogenbosch georganiseerd.
Enige dichters die door de verschillende edities heen het festival aan hebben gedaan zijn:
- Judith Herzberg, 2011, Nijmegen
- Rutger Kopland, 2008, 's-Hertogenbosch en 2004, Nijmegen
- Jules Deelder, 2008, 's-Hertogenbosch
- Ilja Leonard Pfeijffer, 2007, 's-Hertogenbosch en 2003, 2005 en 2009, Nijmegen
- Bernlef, 2007, 's-Hertogenbosch en 2004, Nijmegen
- Simon Vinkenoog, 2007, 's-Hertogenbosch en 2003, 2005 en 2008, Nijmegen
- Remco Campert, 2007 en 2003, Nijmegen
- Cees Nooteboom, 2007, Nijmegen
- Abdelkader Benali, 2007, Nijmegen
- Neeltje Maria Min, 2006, Nijmegen
- Anna Enquist, 2004, Nijmegen
- Sylvie Marie, 2006, Nijmegen en 2009, 's-Hertogenbosch

In 2021 zijn de laatste activiteiten door de stichting georganiseerd, het laatste festival was in 2019.

## Trivia
- Naast het poëziefestival organiseerde Onbederf'lijk Vers onder andere poëzieworkshops voor Nijmeegse en Bossche middelbare scholieren.